# Gideon Boateng
Gideon Acheampong Boateng (Accra, 26 augustus 1991) is een Belgisch voetballer, van Ghanese origine, die als aanvaller speelt.
Boateng begon zijn carrière in 2004 bij Royal Antwerp. Hij wisselde naar Lierse SK in 2005, waar hij een jaar speelde voordat hij werd gescout door Anderlecht. Boateng speelde 3 jaar in Brussel voordat hij op 15 december 2008 verkaste naar MVV Maastricht, alwaar hij een contract tekende voor 3.5 jaar. In januari 2012 werd hij tot het einde van het seizoen verhuurd aan CS Visé. Visé heeft hem inmiddels definitief overgenomen. Van juli tot november 2013 kwam hij uit voor ASV Geel.

## Carrière
| Seizoen | Club           | Land       | Competitie     | Wedstrijden | Doelpunten |
| ------- | -------------- | ---------- | -------------- | ----------- | ---------- |
| 2008/09 | MVV            | Nederland  | Eerste divisie | 13          | 0          |
| 2009/10 | MVV            | Nederland  | Eerste divisie | 21          | 5          |
| 2010/11 | MVV Maastricht | Nederland  | Eerste divisie | 15          | 2          |
| Totaal  | Bijgewerkt tot | 26-02-2011 |                | 49          | 7          |